# Samuel Nisser
Samuel Conrad Nisser, född 4 oktober 1760 i Stenbrohults församling, Kronobergs län, död 14 oktober 1814 i Västra Vingåkers församling, Södermanlands län, var en svensk präst. Han var son till grosshandlaren och brukspatronen Conrad Nisser och far till William och Samuel Conrad Nisser.

## Biografi
Samuel Nisser födes 1760 i Stenbrohults församling. Han var son till brukspatronen Conrad Nisser och Eva Maria Unaer. De flyttade därefter till Västergötland. Nisser blev 1777 student vid Lunds universitet och prästvigdes 21 maj 1786 i Stockholm på kunglig befallning av friherrinnan Ulrika von Liewen. Han blev 1786 huspredikant hos henne och 13 mars 1787 andre pastorsadjunkt i Klara församling. Nisser blev 1791 förste pastorsadjunkt i Klara församling och 19 maj 1791 utnämndes han till legationspredikant i London och pastor vid därvarande svenska församling.
Om hans elvaåriga verksamhet där fäller Gustaf Wilhelm Carlson i sina anteckningar rörande svenska kyrkan i London detta omdöme: "Han efterlämnade ett aktadt minne såsom en redbar, oegennyttig och nitisk lärare, som förnämligast genom sin lugna och oberoende karaktär lyckats vidmakthålla ordning och endräkt inom församlingen". 
Nisser utnämndes 9 mars 1802 till kyrkoherde i Västra Vingåkers församling, tillträdde i augusti samma år. Han utnämndes 1805 till prost. Han mötte en del motstånd under sin verksamhet i Södermanland, vilket påverkade hans hälsa.

### Familj
Nisser var gift med Sara Margareta Brunnmark (1770–1854), dotter till prosten Petrus Brunnmark i Falun och Sara Brita Svedelius. De fick tillsammans barnen Samuel Nisser (1797–1802), bergsingenjören Petrus Nisser (1799–1878) i Amerika, överstelöjtnanten William Nisser (1801–1893) och krigsrådet Samuel Conrad Nisser (1803–1883). Efter Nissers död gifte Brunnmark som sig med bergsrådet Gustaf Broling.